# Gemeinnützige Bauvereinigungen in Österreich
Gemeinnützige Bauvereinigungen (GBVs) in Österreich sind private Unternehmen, die Wohnungen für breite Kreise der österreichischen Bevölkerung (ca. 1.000.000 Wohnungen) zur Verfügung stellen. Eine gemeinnützige Bauvereinigung kann die Rechtsform Genossenschaft, Gesellschaft mit beschränkter Haftung oder Aktiengesellschaft haben. Es handelt sich nicht um Gemeindebauten. GBVs arbeiten nicht gewinnmaximierend, sondern gemeinwohlorientiert. Mit Stand 2023 gibt es in Österreich 182 GBVs: 97 Genossenschaften, 75 Gesellschaften mit beschränkter Haftung und 10 Aktiengesellschaften. Die gesetzliche Grundlage ist das Wohnungsgemeinnützigkeitsgesetz (WGG).

## Die Prinzipien der Wohnungsgemeinnützigkeit
Der Status der Gemeinnützigkeit wird von der Landesregierung verliehen und bedeutet, dass GBVs durch das sektorspezifische WGG reguliert sind, was sowohl die Geschäftstätigkeit, das Vermögen und die Überwachung (Revision) betrifft aber auch Bereiche wie die Zusammensetzung der Miete. Im Gegenzug zu diesen Verpflichtungen sind gemeinnützige Bauvereinigungen im Rahmen der Haupt- und Nebengeschäfte von der Körperschaftsteuer befreit.
Die Grundprinzipien der Wohnungsgemeinnützigkeit sind:
- Kostendeckung: Das angemessene Entgelt (entspricht der Miete) darf „nicht höher, aber auch nicht niedriger angesetzt werden“,[4] als es sich aus den Kosten der Herstellung bzw. der Bewirtschaftung der Wohnhäuser, unter Berücksichtigung angemessener Rücklage, ergibt („Kostenmiete“).
- Gewinnbeschränkung: Durch das WGG sind die jährlichen Gewinnausschüttungen genau festgelegt und mit 3,5 % bis max. 5 % des einbezahlten Stamm- oder Grundkapitals begrenzt.
- Vermögensbindung: Das Eigenkapital ist auf Dauer für gemeinnützige Zwecke gebunden. Sichergestellt wird das durch eine Begrenzung der Gewinnausschüttung an die Eigentümer und durch die Verpflichtung zur regelmäßigen Investition in den gemeinnützigen Wohnbau (Bauzwang).
- Personelle Einschränkung: Die gemeinnützigen Bauträger müssen von Angehörigen des Baugewerbes unabhängig sein, um Geschäfte zum Nachteil der Kunden zu verhindern. Die Bezüge von Funktionären und Angestellten sind streng geregelt.
- Begrenzter Geschäftskreis: GBVs müssen überwiegend die Hauptgeschäfte (Errichten, Verwalten und Sanieren von Wohnungen, Eigenheimen und Heimen im eigenen Namen) betreiben. Nebengeschäfte (z. B. Errichtung von Geschäftsräumen, Garagen und Gemeinschaftseinrichtungen) sind nur im untergeordneten Maß zulässig.
- Revisionspflicht: Alle GBVs müssen einem Revisionsverband angehören. Dieser prüft jährlich nicht nur die Einhaltung der Bilanzierungsgrundsätze, sondern auch die Wirtschaftlichkeit des Unternehmens, die Zweckmäßigkeit der Geschäftsführung sowie die Einhaltung der WGG-Bestimmungen.[5]

## Wohnbauförderung
Obwohl die Wohnbauförderung ein von der Gemeinnützigkeit getrenntes Instrument der Wohnpolitik in Österreich ist, war und ist sie eine wichtige Triebfeder des gemeinnützigen Wohnbaus. Sie war mit dem ersten Wohnungsfonds in der Monarchie ein wichtiger Startmotor. Heute spielen die diversen Förderungsmodelle der Länder eine wichtige Rolle. Diese spiegeln auch stets die aktuellen politischen Ziele wider: Wohnungsgrundversorgung, Eigentumsbildung oder Mietwohnungsförderung, Verbesserung der Wohnqualität sowie zunehmend klimapolitische Ziele.

## Historische Entwicklung

### Wurzeln
Das gemeinnützige Wohnungswesen in Österreich kann sich auf drei Wurzeln berufen: die Genossenschaftsbewegung, den Werkswohnbau, den öffentlichen Wohnbau.
Die Genossenschaftsbewegung reicht bis ins 19. Jahrhundert zurück. Die enorme Bevölkerungszunahme bewirkte ein großes Wohnungselend in den Städten ab Mitte des 19. Jahrhunderts. Daraus folgte das Auftreten von sogenannten Wohnreformern, was wiederum zum Entstehen der ersten Wohnbaugenossenschaften führte. Sie umfassten Zweck- und Selbsthilfegemeinschaften zur Schaffung von Siedlungshäusern ebenso wie gemeinschaftliche Wohnformen mit unterschiedlichen gesellschaftspolitischen Hintergründen.
Bereits ab 1848 sind in Österreich erste Bestrebungen zur Gründung von „Bauvereinen“ zu beobachten. Die ersten Wohnbaugenossenschaften in Österreich wurden daher lange vor dem Genossenschaftsgesetz 1873 als Vereine nach dem Vereinspatent 1852 und dem Vereinsgesetz 1867 gegründet. Diese waren charakterisiert durch die genossenschaftlichen Prinzipien: Selbstorganisation und Leistungserbringung abseits von marktwirtschaftlichem Gewinnstreben und von staatlichem Versorgungsdenken.
Die zweite Wurzel – vor allem in den Industrieregionen Österreichs – ist der Werkswohnbau. Um 1980 gab es etwa 75.000 Dienstnehmerwohnungen im GBV-Bestand. Ihre Bedeutung ist seither zurückgegangen.
Die dritte Wurzel ist der ausgelagerte öffentliche Wohnbau, also gemeinnützige Bauvereinigungen, die im überwiegenden Eigentum von Gebietskörperschaften stehen.

### Erste Gründungswelle (1908–1912)
Die Entstehungsgeschichte von gemeinnützigen Bauvereinigungen ist geprägt von drei Gründungswellen. Da die staatlichen Darlehen des Kaiser Franz Josef I Jubiläumsfonds für Werkstättengebäude und Volkswohnungen nur an Genossenschaften im Sinne des Genossenschaftsgesetzes 1873 gewährt wurden, kam es bald zu einer ersten Gründungswelle von Wohnbaugenossenschaften. Es gab vor allem zwei Arten von Baugenossenschaften: Staatsbeamten-Genossenschaften und Genossenschaften von Eisenbahnern. 1910 folgte mit dem Wohnungsfürsorgefonds eine weitere rechtliche Grundlage.

### Zweite Gründungswelle (1921–1924)

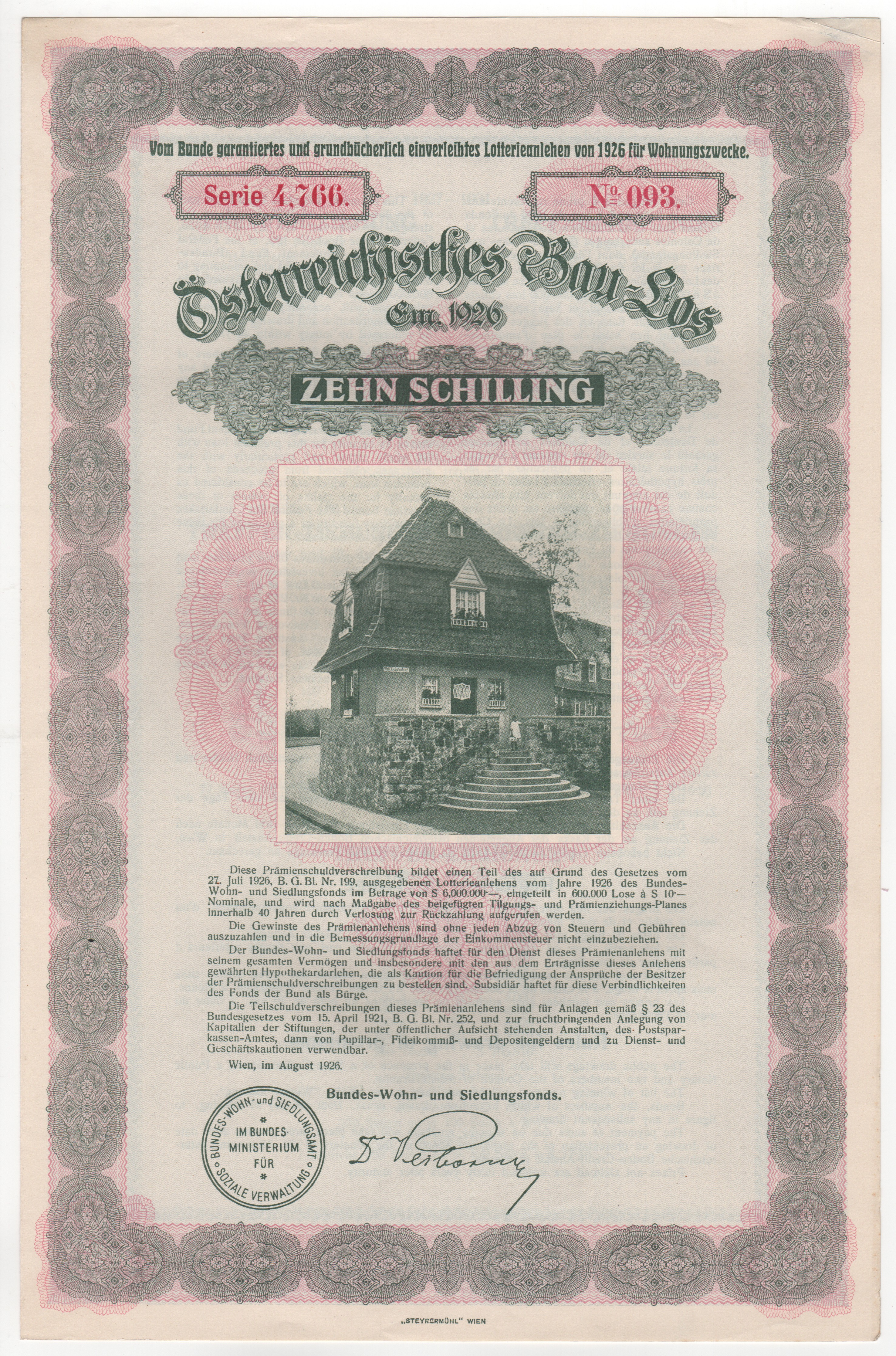
Bau-Los über 10 Schilling des Bundes-Wohn- und Siedlungsfonds vom August 1926

Nach dem Ersten Weltkrieg wurde der alte staatliche Wohnungsfürsorgefonds von 1910 liquidiert. In Anlehnung an die Bestimmungen seiner Satzung wurde 1919 der Deutschösterreichische Wohnungsfürsorgefonds errichtet, aus dem dann 1921 der Bundes-Wohn- und Siedlungsfonds hervorging. Dieser löste, verstärkt durch die Wiener Siedlerbewegung (1918–1921), eine zweite Gründungswelle von Wohnbaugenossenschaften aus. Wie schon bei der ersten Gründungswelle war es auch diesmal eine durch Bund und Gemeinde Wien in Aussicht gestellte Förderung, die stimulierend wirkte.

### Dritte Gründungswelle (1945–1955)
Der 1948 eingerichtete Wohnhauswiederaufbaufonds, die allgemeine Aufbruchsstimmung der Nachkriegsjahre, aber auch der Nachholbedarf im Wohnbau führten zu einer dritten und vorläufig letzten Gründungswelle von gemeinnützigen Bauvereinigungen.

### Enthebungen aus der Gemeinnützigkeit 2000/2001
Im Jahr 2000/2001 erfolgte die Enthebung aus der Gemeinnützigkeit der fünf Bundesgesellschaften, die sich im unmittelbaren oder mittelbaren Alleineigentum des Bundes befunden haben (BUWOG, ESG Villach, WAG Wohnungsanlagen GmbH, Wohnen und Bauen GmbH und die EBS Wohnungsgesellschaft mbH). Mit einem Schlag waren rund 60.000 Wohnungen nicht mehr gemeinnützig.

## Wirtschaftliche Kennzahlen

### Wohnungsbestand
Im Jahr 2025 wohnt fast jeder fünfte österreichische Haushalt in einer Wohnung einer GBV. Der Verwaltungsbestand der GBVs ist von etwa 45.000 Wohnungen nach Ende des Zweiten Weltkriegs auf rund 700.930 Miet- und 305.780 verwalteten Eigentumswohnungen gestiegen (Stand: 2025).

### Von GBVs verwaltete Wohnungen 1980–2024
| Jahr | Anzahl    |
| ---- | --------- |
| 1980 | 489.023   |
| 1985 | 546.398   |
| 1990 | 593.578   |
| 1995 | 679.757   |
| 2000 | 769.414   |
| 2005 | 760.702   |
| 2010 | 824.301   |
| 2015 | 897.071   |
| 2024 | 1.006.710 |

Quelle: GBV Verbandsstatistik 2023

### Verwalteter Wohnungsbestand nach Bundesland
| Bundesland       | Mietwohnungen | Eigentumswohnungen | Gesamt  |
| ---------------- | ------------- | ------------------ | ------- |
| Burgenland       | 21.660        | 7.080              | 28.740  |
| Kärnten          | 41.640        | 7.340              | 48.980  |
| Niederösterreich | 117.870       | 52.680             | 170.550 |
| Oberösterreich   | 126.960       | 62.370             | 189.330 |
| Salzburg         | 39.720        | 30.970             | 70.690  |
| Steiermark       | 68.850        | 64.920             | 133.770 |
| Tirol            | 40.090        | 28.400             | 68.490  |
| Vorarlberg       | 21.830        | 6.960              | 28.790  |
| Wien             | 184.660       | 42.880             | 227.540 |
| Österreich       | 663.270       | 303.600            | 966.870 |

Quelle: GBV Verbandsstatistik 2024
Nicht in dieser Liste sind rund 40.000 fremde Mietwohnungen, die von GBVs verwaltet werden.

### Neubauleistung
Zwischen 13.000 und 16.000/Jahr (rund ein Viertel der gesamten Wohnbauproduktion in Österreich)

### Sanierungsrate
Im Jahr 2024 wurden 6.800 GBV-Wohnungen einer Großinstandsetzung mit thermischer Sanierung der Gebäudehülle unterzogen. Weiters wurde in 6.600 Wohnungen auf ein klimafreundliches (nicht-fossiles) Heizsystem umgestellt.
Insgesamt haben die Dämm- und Heizungssanierungen bei den Gemeinnützigen neben der guten Neubauqualität dazu beigetragen, dass pro Wohnung weniger als die Hälfte der CO2-Emissionen des österreichischen Durchschnittshaushaltes anfällt (0,7 Tonnen gegenüber 1,5 Tonnen pro Jahr). Gemeinnützige Mietwohnungen haben einen Anteil von 16 Prozent an allen Hauptwohnsitzen, 12 Prozent der gesamten Nutzfläche und 6,2 % der gesamten CO2-Emissionen im Wohnbereich (Quelle: Berechnungen des Verbands).

### Mitarbeiterstruktur und Wirtschaftsfaktor
Gemeinnützige Bauvereinigungen zählten zum Jahresende 2023 insgesamt rund 8.800 Beschäftigte. Durch Wohnbauinvestitionen der GBVs werden darüber hinaus rund 80.000 Arbeitsplätze in Branchen wie Bauwesen und Handel geschaffen.
Das jährliche Investitionsvolumen beträgt 3,2 Mrd. € im Neubau und 1,3 Mrd. € bei Sanierungen.

## Organisation
Die Dachorganisation der gemeinnützigen Wohnungswirtschaft ist der Österreichische Verband gemeinnütziger Bauvereinigungen – Revisionsverband. Er fungiert einerseits als genossenschaftlicher Revisionsverband und andererseits als Interessensvertretung. Auf europäischer Ebene ist der Verband u. a. über die European Federation of Public, Co-operative & Social Housing (Housing Europe) vernetzt.